# Victor Dupret
Pour les articles homonymes, voir Dupret.
Victor-Anselme-Gaston Dupret, né le 5 juillet 1807 à Ath et mort le 5 mai 1851 à Gand, est jurisconsulte, magistrat et professeur de droit belge. 
Il est issu d'une famille d'honorables négociants. Dès son enfance, il montra d'heureuses dispositions. Des études brillantes lui valurent une rémunération extraordinaire de l'administration communale d'Ath. À seize ans, il avait terminé ses humanités, et quatre ans plus tard (1837), l'université de Gand lui conférait le grade de docteur en droit. La connaissance du néerlandais était, à cette époque une condition sine qua non de l'admissibilité aux fonctions publiques, c'est pourquoi il séjourna deux années à La Haye. 
La révolution de 1830 trouva Dupret à Anvers où il remplissait les fonctions de secrétaire du parquet. Lors de la réorganisation des tribunaux belges; en novembre 1830, il fut envoyé à Louvain, comme substitut du commissaire du gouvernement (procureur du roi), et deux ans plus tard, il remplissait les mêmes fonctions près le tribunal de Gand. C'est là que, pour la première fois, il trouva l'occasion de montrer son aptitude comme jurisconsulte. Attaché à la chambre civile de l'un des tribunaux les plus importants du pays, il eut à traiter plusieurs questions délicates de droit civil.
En 1834, une place d'avocat général étant devenue vacante à la cour d'appel de Gand, Dupret fut présenté, en première ligne, pour l'occuper. Cette proposition n'eut pas de suite, à cause du jeune âge du candidat. Trois mois plus tard, le ministre de la justice offrait à Dupret la place de procureur du roi à Courtrai. En 1835, à la suite de la réorganisation de l'enseignement supérieur, Dupret était nommé professeur à la faculté de droit de l'université de Liège, chargé du cours de droit civil approfondi. Pendant l'année académique 1841-1842, Dupret fut recteur de l'université de Liège. Par deux fois ses concitoyens du Hainaut lui offrirent un mandat à la chambre des représentants, qu'il refusa, préférant l'enseignement à la politique. Au mois de février 1848, il fut obligé, pour des raisons de santé, de suspendre son cours et trois ans plus tard, le 5 mai 1851, il décédait à Gand.

## Œuvres
Ses principaux titres scientifiques — les réquisitoires et les cahiers de droit civil — sont restés inédits. Ses travaux imprimés, peu nombreux, comprennent :
- Trois dissertations de droit civil, insérées dans la Revue du droit français et étranger, Paris, 1844 à 1850
  - De la déclaration de bâtardise des enfants de l'épouse dans le cas d'absence du mari. 
Il s'agit d'une question très controversée, celle de savoir comment et par qui peut être provoquée la déclaration de bâtardise de l'enfant de l'épouse, dans le cas d'absence du mari.
  - En droit français, le tiers détenteur a-t-il l'exception CEDENDARUM ACTIONUM, c'est-à-dire, est-il libéré de faction hypothécaire, lorsque le créancier a rendu impossible sa subrogation aux droits hypothécaires qu'il avait sur d'autres immeubles pour sûreté de la même créance ?
 Cette dissertation, d'un grand intérêt pratique, exigeait l'examen de deux théories fort compliquées : la théorie de la subrogation et de ses effets, et celle du concours des hypothèques générales et des hypothèques spéciales.
  - De la modification des servitudes par la prescription. Interprétation de l'article 708 du code civil.
- Note sur le sens des mots : Par contribution avec les héritiers naturels, dans l'article 1013 du code civil. (Dans la Revue du droit français, tome II)
- Note sur la question relative à l'enseignement du droit civil élémentaire et du droit civil approfondi. (Imprimé dans les Documents de la chambre des représentants, comme Annexe au rapport de la section centrale, sur le projet de révision de la loi du 27 septembre 1835. Session de 1841-1842)
- Rapport sur renseignement du droit civil à l'école de droit de Paris, dans les Annales des universités de Belgique, tome III.
 Ce rapport a été adressé au ministre de l'intérieur, à la suite d'un voyage à Paris que fit Dupret, par ordre du gouvernement, pour y étudier l'organisation de l'enseignement du droit civil à l'école de droit de cette ville. Il y est question encore de la ligne de démarcation à établir entre l'enseignement élémentaire et l'enseignement approfondi du droit civil moderne.